# سیارک ۲۰۳۹۹
سیارک ۲۰۳۹۹ (به انگلیسی: 20399 Michaelesser، نامگذاری:1998OO) بیست هزار و سیصد و نود و نهمین سیارک کشف شده‌است که در ۲۰ ژوئیه ۱۹۹۸ کشف شد.